# 勢子坊
勢子坊（せこぼう）は、愛知県名古屋市名東区の地名。現行行政地名は勢子坊一丁目から勢子坊四丁目。また、猪高町大字高針（猪高緑地内）に字勢子坊がある。住居表示未実施。

## 地理
名古屋市名東区南東部に位置する。東は猪高町高針・極楽一丁目、西は高針三丁目、南は高針台一丁目・高針台二丁目、北は貴船三丁目に接する。

## 歴史
江戸期に愛知郡高針村であった地域の一部に該当する。

### 町名の由来
猪高町大字高針の小字名「勢子坊」による。勢子は狩猟の際に獲物を追い込む役のことで、当地は江戸時代には尾張徳川家の御狩場であり、住民がその勢子役を担ったことによるという。また、「誓光坊」「先光坊」と呼ばれた寺院があり、その名が転じたという説もある。

### 行政区画の変遷
- 1986年（昭和61年）
  - 2月9日 - 名東区猪高町大字一社・猪高町大字高針の各一部により勢子坊一丁目および勢子坊二丁目が、猪高町大字高針の一部により勢子坊三丁目および勢子坊四丁目がそれぞれ成立する[1]。高針北部土地区画整理組合の換地処分による[5]。
  - 8月31日 - 名東区猪高町大字一社の一部を編入する[1]。東一社土地区画整理組合の換地処分による[5]。

## 世帯数と人口
2019年（平成31年）4月1日現在の世帯数と人口は以下の通りである。
| 丁目         | 世帯数    | 人口    |
| ------------ | --------- | ------- |
| 勢子坊一丁目 | 296世帯   | 758人   |
| 勢子坊二丁目 | 585世帯   | 1,104人 |
| 勢子坊三丁目 | 386世帯   | 972人   |
| 勢子坊四丁目 | 268世帯   | 670人   |
| 計           | 1,535世帯 | 3,504人 |

### 人口の変遷
国勢調査による人口の推移
| 2000年（平成12年） | 3,434人 | [ WEB 6 ] |  |
| 2005年（平成17年） | 3,560人 | [ WEB 7 ] |  |
| 2010年（平成22年） | 3,458人 | [ WEB 8 ] |  |
| 2015年（平成27年） | 3,668人 | [ WEB 9 ] |  |

## 学区
市立小・中学校に通う場合、学校等は以下の通りとなる。また、公立高等学校に通う場合の学区は以下の通りとなる。
| 丁目         | 番・番地等 | 小学校               | 中学校                 | 高等学校 |
| ------------ | ---------- | -------------------- | ---------------------- | -------- |
| 勢子坊一丁目 | 全域       | 名古屋市立貴船小学校 | 名古屋市立高針台中学校 | 尾張学区 |
| 勢子坊二丁目 | 全域       | 名古屋市立貴船小学校 | 名古屋市立高針台中学校 | 尾張学区 |
| 勢子坊三丁目 | 全域       | 名古屋市立貴船小学校 | 名古屋市立高針台中学校 | 尾張学区 |
| 勢子坊四丁目 | 全域       | 名古屋市立貴船小学校 | 名古屋市立高針台中学校 | 尾張学区 |

## 施設
- 名古屋市障害者スポーツセンター[2]
- 福祉医療センター名古屋市厚生院[2]
- 名古屋市立高針台中学校[2]

- 名古屋市立高針台中学校

## 交通
- 愛知県道219号浅田名古屋線

## その他

### 日本郵便
- 郵便番号 : 465-0055[WEB 3]（集配局：名東郵便局[WEB 12]）。

### WEB
1. 1 2  “愛知県名古屋市名東区の町丁・字一覧”.   人口統計ラボ. 2019年5月4日閲覧。
2. 1 2  “町・丁目(大字)別、年齢(10歳階級)別公簿人口(全市・区別)”.   名古屋市 (2019年4月22日). 2019年4月23日閲覧。
3. 1 2  “郵便番号”.  日本郵便. 2019年3月17日閲覧。
4. ↑  “市外局番の一覧”.   総務省. 2019年1月6日閲覧。
5. 1 2  名古屋市役所市民経済局地域振興部住民課町名表示係 (2015年10月21日). “名東区の町名一覧”.   名古屋市. 2017年10月7日閲覧。
6. ↑  名古屋市役所総務局企画部統計課統計係 (2005年7月1日). “（刊行物）名古屋の町(大字)・丁目別人口 (平成12年国勢調査) 名東区” (XLS). 2017年10月8日閲覧。
7. ↑  名古屋市役所総務局企画部統計課統計係 (2007年6月29日). “平成17年国勢調査　名古屋の町(大字)別・年齢別人口 名東区” (XLS). 2017年10月8日閲覧。
8. ↑  名古屋市役所総務局企画部統計課統計係 (2012年6月29日). “平成22年国勢調査　名古屋の町(大字)別・年齢別人口 名東区” (XLS). 2017年10月8日閲覧。
9. ↑  名古屋市役所総務局企画部統計課統計係 (2017年7月7日). “平成27年国勢調査　名古屋の町(大字)別・年齢別人口” (XLS). 2017年10月8日閲覧。
10. ↑  “市立小・中学校の通学区域一覧”.   名古屋市 (2018年11月10日). 2019年1月14日閲覧。
11. ↑  “平成29年度以降の愛知県公立高等学校（全日制課程）入学者選抜における通学区域並びに群及びグループ分け案について”.   愛知県教育委員会 (2015年2月16日). 2019年1月14日閲覧。
12. ↑  “郵便番号簿 2018年度版” (PDF).   日本郵便. 2019年4月23日閲覧。

### 書籍
1. 1 2 3  名古屋市計画局 1992, p. 869.
2. 1 2 3 4 5  「角川日本地名大辞典」編纂委員会 1989, p. 1550.

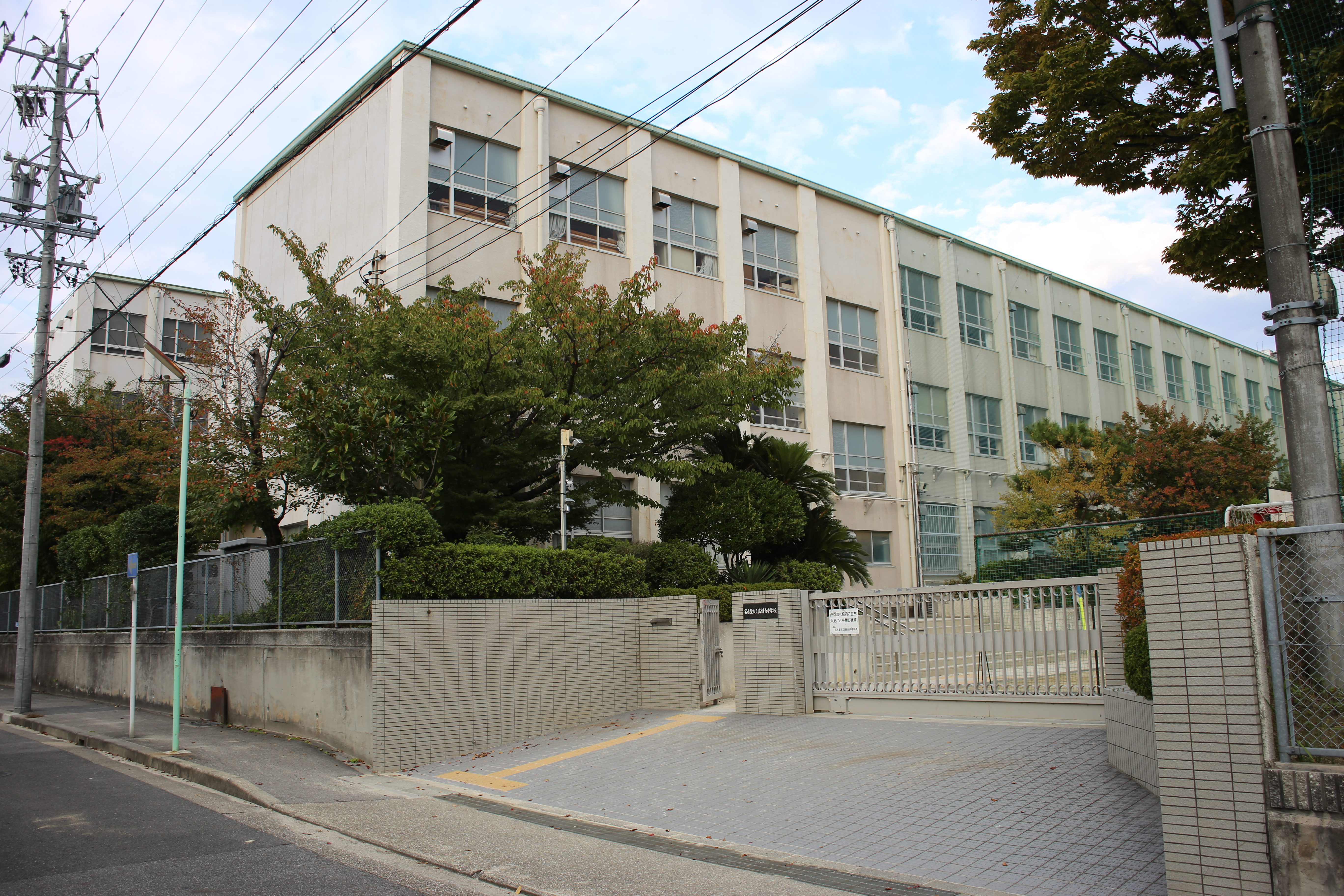
名古屋市立高針台中学校

3. ↑  名古屋市計画局 1992, p. 662.
4. ↑  名古屋市計画局 1992, pp. 662–663.
5. 1 2  名東区区制20周年記念事業実行委員会 1995, p. 84.